# 老鼠墩古文化遗址
老鼠墩古文化遗址，是江苏省南京市的一处新石器时代古遗址，位于江宁区湖熟镇曹家边，1982年入选南京市文物保护单位。1951年，南京博物院组织考古队对包括老鼠墩在内的多处湖熟文化遗址进行了初步考古发掘。